# Campionato asiatico maschile di pallacanestro 1983
Il 12º Campionato Asiatico Maschile di Pallacanestro FIBA si è svolto dal 20 al 29 novembre 1983 ad Hong Kong. Il torneo è stato vinto dalla nazionale cinese.
I Campionati asiatici maschili di pallacanestro sono una manifestazione biennale tra le squadre nazionali del continente, organizzata dalla FIBA Asia.

## Squadre partecipanti
| Gruppo A                             | Gruppo B                                         | Gruppo C                                      | Gruppo D                     |
| ------------------------------------ | ------------------------------------------------ | --------------------------------------------- | ---------------------------- |
| - Cina - Indonesia - Iran - Pakistan | - Corea del Sud - Hong Kong - Macao - Thailandia | - Giappone - Giordania - Malaysia - Singapore | - Filippine - India - Kuwait |

## Classifica finale
| Pos | Squadra       | V-P |
| --- | ------------- | --- |
| 1   | Cina          |     |
| 2   | Giappone      |     |
| 3   | Corea del Sud |     |
| 4   | Kuwait        |     |
| 5   | Iran          |     |
| 6   | India         |     |
| 7   | Hong Kong     |     |
| 8   | Giordania     |     |
| 9   | Filippine     |     |
| 10  | Thailandia    |     |
| 11  | Malaysia      |     |
| 12  | Indonesia     |     |
| 13  | Pakistan      |     |
| 14  | Singapore     |     |
| 15  | Macao         |     |